# ハリー・ケイン
ハリー・ケイン（Harry Kane MBE, 1993年7月28日 - ）は、イングランド・ウォルサム・フォレスト区出身のサッカー選手。ブンデスリーガ・FCバイエルン・ミュンヘン所属。イングランド代表。ポジションはフォワード。
2004年にトッテナム・ホットスパーの下部組織に加入し、2010年にトップチームに昇格して以降3度のプレミアリーグ得点王、4度のPFA年間ベストイレブンに選出されている他、2015年からはクラブの副キャプテンを務めた。
イングランド代表には2015年から選出され、2018年からはキャプテンを務めている。2018 FIFAワールドカップでは大会得点王に輝き、大英帝国勲章メンバーが授与された。

## 生い立ち
地元のクラブ、リッジウェイ・ローヴァーズに入団し、フットボールを始めた。7歳の時にスカウトを受けて、アーセナルのユースチームに入団した。アーセナルに入団した時には既にスパーズファンだったため、当時からスパーズのシャツが着たかったとも語っている。加入後約1年でアーセナルFCから放出されて、ワトフォードのユースチームに入団、その後11歳でトッテナムのユースチームに入団した。

## クラブ経歴

### ユース・レンタル移籍時代
2004年からトッテナムのユースチームでプレー。2009-10シーズンには出場こそ無かったものの、カップ戦でトップチームでのベンチ入りも経験した。
2010-11シーズンの2011年1月7日、レイトン・オリエントにシーズン終了までの期限付きで移籍。
2011-12シーズンの2011年8月25日、UEFAヨーロッパリーグ・プレーオフ第2戦のハーツ戦でトップチームデビュー。同年12月15日、ヨーロッパリーグのグループリーグ第6節、シャムロック・ローヴァーズ戦(4-0)でトップチームでの初ゴールを決めてこの試合の勝利に貢献したが、チームは勝ち点で及ばずグループリーグで敗退した。シーズン前半はクラブで過ごしたが、2012年1月1日、当時のチームメイトであるライアン・メイソンと共にフットボールリーグ・チャンピオンシップのミルウォールにレンタル移籍する。移籍後はシーズン後半だけで9ゴールをあげる活躍を見せ、ミルウォールのファンが選ぶ最優秀若手選手に選ばれた。
2012年8月19日、2012-13シーズン開幕戦のニューカッスル・ユナイテッド戦終盤に途中出場しプレミアリーグデビューを果たす。同年9月1日、プレミアリーグのノリッジ・シティへレンタル移籍。2013年1月にトッテナムに復帰したが、2月にレスター・シティにレンタル移籍。

### トッテナム・ホットスパー

#### 2013-14シーズン
2014年1月からトッテナムに復帰、リーグカップのハル・シティ戦で初得点。その後2014年4月のサンダーランド戦でプレミアリーグ初先発、初得点を記録すると、そこから3試合連続ゴールを記録した。リーグ戦では途中出場などで3ゴールを決めるなど、トップチームに定着するシーズンとなった。

#### 2014-15シーズン

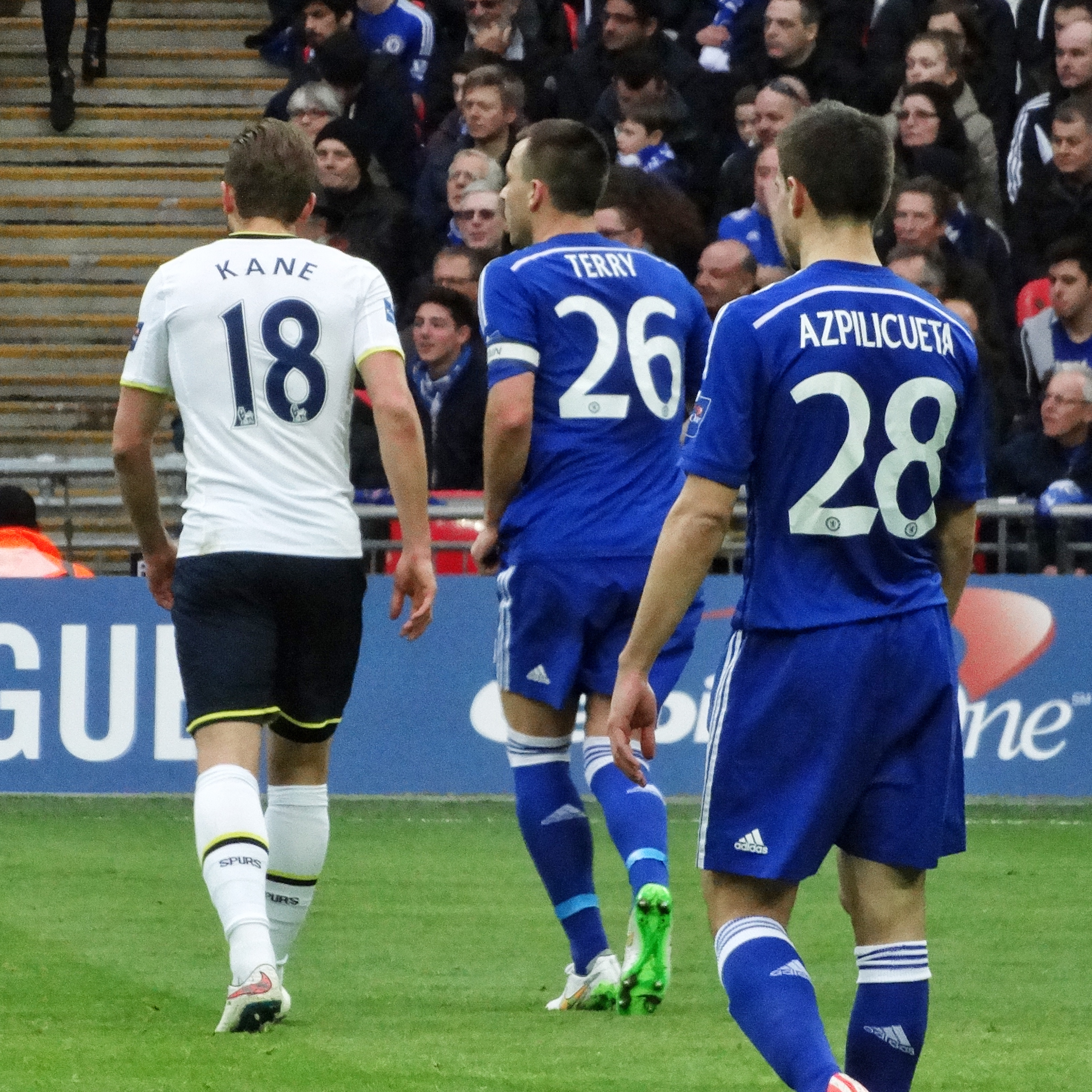
キャピタル・ワン・カップ決勝で背番号18を着用するケイン（2015年）

2014-15シーズンからは前シーズンまでジャーメイン・デフォーが着けていた背番号18に変更、不振のロベルト・ソルダードに代わりスターティングメンバーに定着、ブレイクを果たした。2014年10月23日に行われたUEFAヨーロッパリーグのアステラス・トリポリ戦でハットトリックを達成。しかし、後半41分にウーゴ・ロリスが退場し、交代枠を使い切ったため急遽ゴールキーパーと臨時キャプテンを務め、1失点を喫するという珍記録を作った。11月2日のアストン・ヴィラ戦では、試合終了間際に直接フリーキックを決めて決勝点を挙げた。
2015年1月1日、チェルシー戦では2ゴール1アシストの活躍を見せた。その後も得点を重ね、1月のプレミアリーグ月間最優秀選手に選出されると、2月7日のアーセナル戦で2ゴール、続くリヴァプール戦で1ゴールの活躍を見せた。プレミアリーグ第27節のQPR戦で2得点を挙げ、この時点で得点ランキングトップのジエゴ・コスタ、セルヒオ・アグエロに1点差まで詰めた。この活躍で、ロビー・ファウラー、デニス・ベルカンプ、クリスティアーノ・ロナウドに次いで史上4人目の快挙となる2か月連続の月間最優秀選手に選ばれた。プレミアリーグ第30節、レスター戦でプレミアリーグでは自身初となるハットトリックを決め、一時得点ランキングトップに立った。スイスのスポーツ研究国際センターが発表した、2015年1月1日から同年3月までの選手パフォーマンスのポジション別のランキングでは、フォワード部門で1位のリオネル・メッシ、2位アリエン・ロッベン、4位ルイス・スアレス、5位ジエゴ・コスタらに続いて6位にランクインした。これはクリスティアーノ・ロナウドやカリム・ベンゼマ、ネイマール、元トッテナムのエースであるガレス・ベイルを凌ぐ結果となった。3月は5得点したが、同じく5得点したオリヴィエ・ジルーに月間最優秀選手を譲り、史上初の3か月連続受賞とはならなかった。2015年4月5日のバーンリー戦では、初めてキャプテンマークを巻いて出場した。このシーズンは最終的にリーグ戦34試合21得点を挙げてアグエロに次ぐ得点ランキング2位になり、PFA年間ベストイレブンとPFA年間最優秀若手選手賞を受賞した。PFA年間最優秀選手賞はエデン・アザールに譲る形となった。シーズン終盤にはバルセロナなどからの関心が伝えられ、特にマンチェスター・ユナイテッドは4500万ポンド(約84億8000万円)を準備しているなどの話があがった。

#### 2015-16シーズン

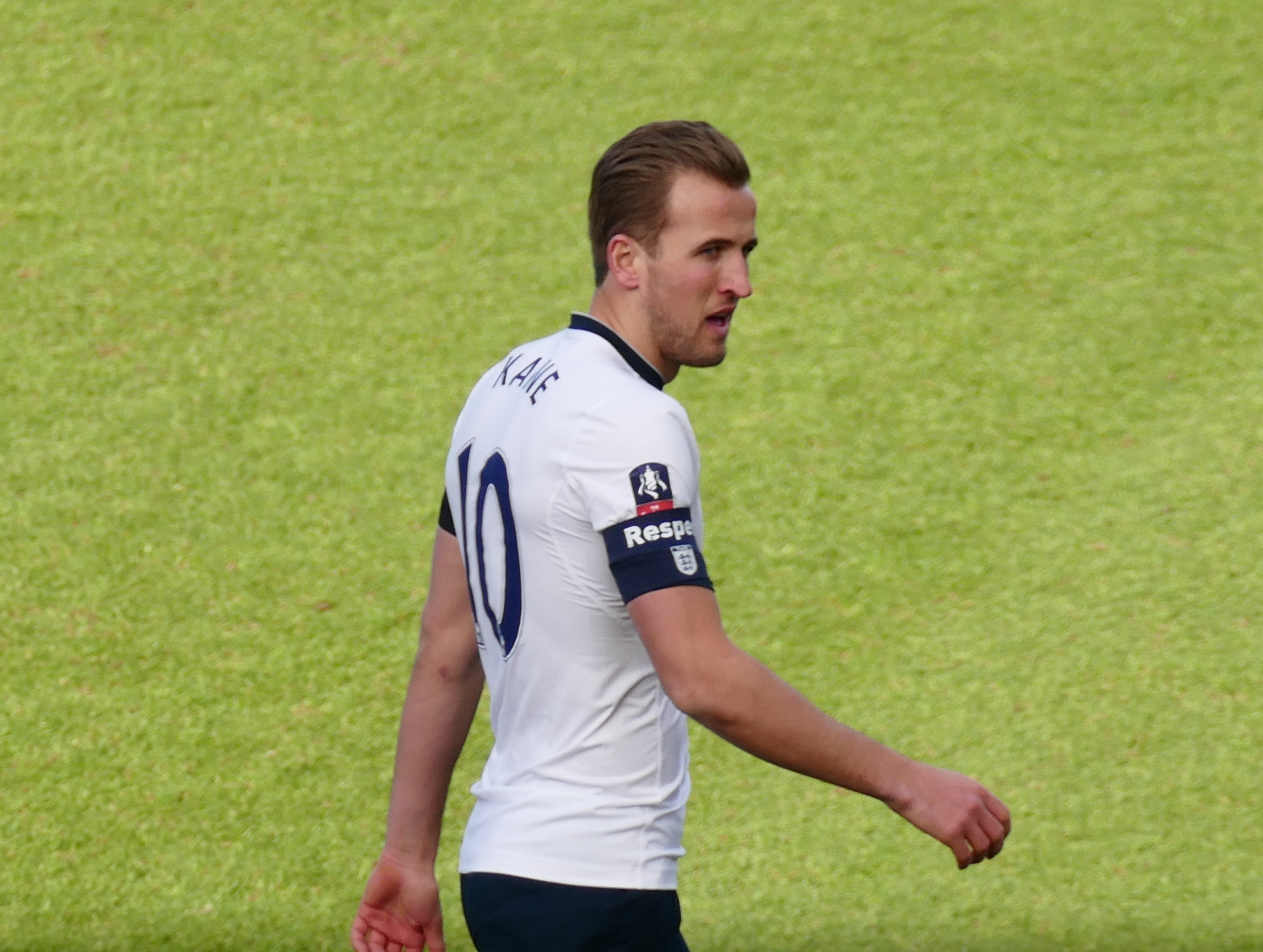
トッテナムでのケイン（2016年）

2015-16シーズンのプレシーズンマッチを最後に背番号を18番から10番に変更した。背番号18番を付けて最後にプレーしたのはアウディカップ2015のレアル・マドリード戦となった。「クラブのレジェンドになりたい。」と変更の理由をデイリー・テレグラフに語った。9月26日のマンチェスター・シティ戦でシーズン初ゴールを記録、その後2015年11月のボーンマス戦ではハットトリックを達成するなど前シーズンを上回るハイペースで得点を量産した。特に3月はリーグ戦4試合で5得点を記録し月間最優秀選手に選ばれた。4月2日のリヴァプール戦で22得点目を決め、スパーズでのプレミアリーグ1シーズンの中でのクラブ最多得点を記録した。最終的にアグエロとジェイミー・ヴァーディを抑えてプレミアリーグの得点王であるゴールデンブーツを獲得した（スパーズの選手としてはテディ・シェリンガム以来の受賞）。

#### 2016-17シーズン
2016-17シーズン序盤、怪我でリーグ戦5試合を欠場するなど苦しいスタートとなった。シーズン中盤に差し掛かる2016年12月1日、ケインはスパーズとの契約を2022年まで延長した。
2017年1月14日のWBA戦では、自身プレミアリーグでの3回目となるハットトリックを決めた。2月19日、FAカップ5回戦フラム戦にて再びハットトリックを達成。26日のストーク戦では前半14分に通算100ゴールを記録すると、32分と37分にも続けざまにゴールを決め、9試合で3回目となるハットトリックを達成した。次ぐ3月5日、エヴァートン戦でも強烈なミドルなどで2得点を決め、この時点で得点王争いの単独トップに立っていた。またこの試合でのゴール後のパフォーマンスが話題を呼び、英衛星放送のSKYSPORTSではこの話題に乗じて「プレミアリーグ最高のゴールセレブレーション」と題した特集が組まれた。ケインは同局のインタビューで「シーズン序盤ではあまりゴールを決められなかった、だからささやかなセレブレーションを考えた」と語った。10日、自身4度目となるプレミアリーグ2月の最優秀選手に選ばれた。しかし怪我のため、約1月間離脱していたが、4月15日のボーンマス戦でスタメンに復帰すると、その試合で3シーズン連続の20ゴール以上となる得点を決めた。怪我の為シーズン中に8試合を欠場したが、同月には活躍が認められて、3年連続となるPFA年間ベストイレブンに選出された。5月14日、ホワイト・ハート・レーンでの最後のホームゲーム、マンチェスター・ユナイテッド戦において、アウトサイドで技ありの決勝点を決め、勝利に貢献した。18日、延期されていた第34節レスター戦ではキャリア初の4得点を決め、再び得点王争いのトップに立った。プレミアリーグ最終節のハルシティ戦で再びハットトリックを達成、リーグ戦通算29ゴールとし、2年連続でプレミアリーグ得点王となった。また、PFAのファンが選ぶ2016-17シーズンのプレミアリーグMVPにも選ばれた。

#### 2017-18シーズン
2017-18シーズンは開幕から3試合ノーゴールであったが、開幕から4試合目のエヴァートンとのゲームで2ゴールを決め、前半28分の1点目がトッテナムでの通算100ゴールとなった。9月23日、ウエストハムとの試合では先制点とトッテナムの2点目を決め、3-2での勝利をもたらした、3日後の9月26日、欧州CL第2節のAPOELニコシア戦でチャンピオンズリーグでは初のハットトリックを決めて勝利に貢献した。9月30日、ハダースフィールド・タウンとのゲームでも2ゴールを決め4-0での勝利をもたらした。10月13日、9月開催のプレミアリーグの試合で合計6得点の活躍で、2017年9月のプレミアリーグ月間最優秀選手に選ばれた。10月22日、ウェンブリー・スタジアムで行われたリヴァプールとの対戦では相手DFのミスを突き2得点を決め、またソン・フンミンのゴールをアシストする活躍で4-0での勝利に貢献した。12月9日のストーク戦では2ゴールを決める活躍で5-1での勝利に貢献、同試合でプレミアリーグ131試合90得点として、リーグの得点最速記録では、アラン・シアラーの113試合に次ぐ2位の記録を達成した。12月23日のバーンリーとの対戦では、2017年7回目となるハットトリックを達成。チームを3-0での勝利に導き、3日後の26日、サウサンプトン戦でも2試合連続となるハットトリックを達成、1点目のゴールでアラン・シアラーが記録したプレミアリーグ年間36ゴールの記録を破り新記録を樹立すると、2点目のゴールでリーグや欧州カップ、代表などの1年間のゴールの合計数で、リオネル・メッシを上回り最多得点者となり、最終的には3ゴール目で、先述のプレミアリーグ年間最多ゴール39点の新記録を樹立した。
2018年1月、月間8ゴールを挙げる活躍で2017年12月のプレミアリーグ月間MVPに選出され、スティーヴン・ジェラードと並び、プレミアリーグ最多の6度目の受賞となった。2018年1月14日のエヴァートン戦で2ゴールを決め、チームに勝利をもたらすと、この日の2ゴールでシェリンガムを抜き、プレミアリーグ創設以降でのトッテナム最多得点記録者となった。2月4日のリヴァプール戦では、プレミアリーグ通算100得点の記録がかかる1本目のPKを失敗、しかし試合終了間際に再度PKを獲得、これを成功させプレミアリーグ通算100ゴールの記録を達成した。10日のアーセナルとのノース・ロンドン・ダービーではDFに囲まれながらヘディングで決勝ゴールを決め、1-0での勝利に貢献した。欧州CL決勝トーナメントベスト16、ユヴェントスとの1stレグの対戦では2-0とリードされたなか、デレ・アリのスルーパスに反応し2-1と追い上げのゴールを決め、2-2での引き分けに貢献した。4月14日、3シーズン連続となる25ゴールを決めた活躍により、3シーズン連続となるプレミアリーグ年間ベストイレブンに選出された。5月9日、ニューカッスル戦では決勝ゴールを決め、チームを3期連続のチャンピオンズリーグ出場へと導いた。最終節のレスター・シティ戦で2ゴールを決めたが、リーグ戦32得点を記録したリヴァプールのモハメド・サラーに2点及ばず、3期連続のゴールデンブーツのタイトルを逃した。しかし自身最多の30ゴールを決めチームのリーグ3位、翌シーズンのチャンピオンズリーグストレートインに貢献した。

#### 2018-19シーズン
2018-19シーズン、プレミアリーグ第2節のフラム戦ではシーズン初ゴールを決め3-1での勝利に貢献したが、これはプロキャリアで初となる8月のゴールで、これまで8月にゴールを決めたことは無く、メディアやファンからは8月の呪いなどとも謳われていた。8月27日、マンチェスター・ユナイテッド戦では自身オールド・トラッフォードでの初となるゴールを決め3-0で勝利した。14ゴールを決め、リーグの得点王争いでトップタイであったが、1月13日のマンチェスター・ユナイテッド戦で負傷し、3月まで戦線を離脱する見込みとなった。UEFAチャンピオンズリーグ準々決勝マンチェスター・シティ戦1stレグで負傷し、以降の試合を欠場し、プレミアリーグ5年連続20ゴールの記録が途絶えた。チャンピオンズリーグ決勝のリヴァプール戦で約2か月ぶりに復帰し先発フル出場を果たしたが、存在感を示せず、チームは0-2と敗れ優勝を逃した。

#### 2019-20シーズン
開幕戦となったアストン・ヴィラ戦で決勝ゴールを含む2得点を挙げて好調なスタートを切った。第6節のレスター・シティ戦では、ソン・フンミンのパスを受けてエリア内に侵入し、背後からDFに押されて転倒しながらも強引にGKの左上を撃ち抜くゴールで先制点を挙げたが、試合には逆転負けを喫した。2019年11月にポチェッティーノ監督が成績不振で解任され、後任にモウリーニョが監督に就任し、その初戦となったウエストハム戦では決勝ゴールを決めた。さらに次戦のCLグループリーグ第5節オリンピアコス戦では同点ゴールを含む2ゴールを挙げて4-2の勝利に貢献し、CL通算得点数を20に伸ばした。出場24試合での同記録達成はアレッサンドロ・デル・ピエロの26試合を更新し史上最速である。第21節のサウサンプトン戦でハムストリングを断裂し、半年程度離脱の可能性が高く、EURO 2020も欠場する可能性が報じられた。しかし、新型コロナウイルス感染拡大により、3月中旬から3か月間リーグ戦が中断。リーグ再開後初戦となる6月19日の第30節のマンチェスター・ユナイテッド戦にて復帰を果たし、2試合目となる31節のウェストハム戦で復帰後初のゴールを決めた。第32節のシェフィールド・ユナイテッド戦では3-1で敗れたものの1得点を挙げ、過去にリーグで対戦した29クラブ全てに対して得点を記録した。第36節のニューカッスル戦では1-1で迎えた60分に決勝ゴールを決め、90分には追加点を挙げて勝利に貢献し、また前者のゴールでクラブキャリア通算得点数を200に伸ばした。出場350試合での同記録達成はティエリ・アンリやセルヒオ・アグエロといった歴代のストライカーを上回るハイペースである。EL出場権をかけた大一番となる37節のレスター・シティ戦でも、2得点を挙げ勝利に貢献、試合後にはマンオブザマッチに選出された。最終節のクリスタル・パレス戦でも先制点を挙げたが、試合には1-1で引き分けた。怪我での離脱もあったがリーグ戦ではシーズン中、18ゴールを決め、ウルヴァーハンプトンを逆転しての6位フィニッシュに貢献した。

#### 2020-21シーズン
9月20日、この年のプレミアリーグ第2節のサウサンプトン戦ではソン・フンミンのリーグ初となるハットトリックを含む4ゴール全てをアシストする活躍を見せ、リーグ史上初めて同一選手の4得点をアシストした選手となった。また、イングランド人選手の1試合4アシストも同リーグでは初めてのことである。11月5日、UEFAヨーロッパリーグ第3節のルドゴレツ戦でトッテナムでの通算300試合を達成、この試合でゴールを決め、クラブでの通算200ゴールも達成した。11月8日、リーグ第8節のWBA戦では88分に決勝ゴールを決め、リーグ史上10人目となる通算150ゴールを達成した。通算218試合出場での同記録達成はアラン・シアラー、セルヒオ・アグエロに次いで史上3番目に速い。12月6日、アーセナルとのノースロンドンダービーでゴールを決め、同ダービーでの通算ゴールを11とし、最多記録を樹立した。
2021年3月7日、リーグ27節クリスタル・パレス戦では2ゴール2アシストと活躍した。また、76分の2得点目をソンのアシストから決めたことで、同選手とのコンビネーションによって生み出した得点はシーズン14点目を記録した。これは1994-95シーズンのシアラーとクリス・サットンによる13得点を更新してリーグ史上最多となった。5月23日、リーグ最終節レスター戦にて前半に相手のミスからゴールを決め、さらに同点で迎えた87分にはガレス・ベイルの決勝点をアシストした。最終的にリーグ戦では35試合に出場、23得点14アシストを記録し、サラーと1点差で自身3度目のゴールデンブーツを獲得、更に自身初となるプレーメーカーアワードも獲得した。リーグ史上においてこれら両方の受賞経験がある選手はアンディ・コールとアンリに次いで3人目、同時受賞は1993-94シーズンのコール以来となる快挙である。シーズン終了後、自身2017-18シーズン以来となるPFA年間ベストイレブンにソン・フンミンと並んで選出された。

#### 2021-22シーズン
2021-22シーズン開幕前、ケインは環境の変化を求めて移籍を要求。しきりにマンチェスター・シティへの移籍が報じられていたが、トッテナム側はシティ側の獲得オファーを断固として拒否した。チームは開幕2週間ほど前からトレーニングをスタートしたがケインはこれを欠席。数日後に「欠席は予定通りだった」などとするコメントを発表したが、移籍報道は加熱した。開幕戦は奇しくもシティとのホームゲームとなったが、同シーズンに就任した監督ヌーノ・エスピーリト・サントは、このシティとの開幕戦にケインを起用しなかった(1-0で勝利)。2節ウルヴァーハンプトン戦では終盤に途中出場し、サポーターからは拍手が送られた。移籍市場の終了が近付いても移籍話は進行せず、閉場の1週間前にケイン自身が沈黙を破り、同シーズンはトッテナムの一員として闘うことを宣言した。9月22日、カラバオカップ3次ラウンドのウルヴァーハンプトン戦でシーズン初ゴールを記録した。2022年2月19日、因縁のマンチェスター・シティとの対決となるリーグ26節では4分にスルーパスで先制ゴールの起点を作り、同点にされて迎えた59分にはソンのアーリークロスに合わせて勝ち越しゴールを記録。さらに再び追いつかれて迎えた95分、デヤン・クルゼフスキのクロスをヘディングで叩き込み決勝点を挙げた。2月26日、リーグ28節リーズ戦にてソンの得点をアシストしたことで、同選手と互いにアシストしたゴールの数は累計で37となり、チェルシーのディディエ・ドログバとフランク・ランパードを抜いてリーグ史上最多記録を樹立した。

#### 2022-23シーズン
2022年8月20日、ウルヴァーハンプトン・ワンダラーズ戦でトッテナムでの通算250ゴール目となるゴールを挙げた。2023年2月6日、リーグ第22節のマンチェスター・シティ戦で得点を挙げ、プレミアリーグ通算200ゴールを逹成した。

### バイエルン・ミュンヘン

#### 2023-24シーズン
2023年8月12日にFCバイエルン・ミュンヘンに移籍した。契約は2027年までの4年間で、背番号は9番。移籍当日の8月12日に行われたDFLスーパーカップのRBライプツィヒ戦にベンチ入りすると、後半19分から途中出場し移籍後初出場を果たした。8月18日、リーグ開幕戦のヴェルダー・ブレーメン戦に先発出場しブンデスリーガデビューを果たすと、前半4分に移籍後初アシストを記録し、後半29分には移籍後初ゴールも挙げた。8月27日、アウクスブルク戦では2ゴールを挙げ、ブンデスリーガ初出場から2試合で3得点を記録したクラブ史上3人目の選手となった。9月15日、バイエル・レバークーゼン戦でゴールを挙げ、このゴールはクラブキャリアでの300ゴール目となった。23日、VfLボーフム戦で移籍後初となるハットトリックを達成し、7-0での大勝に貢献した。ブンデスリーガ初出場から5試合で7得点の記録はクラブ史上最多記録となった。10月28日、リーグ第9節のダルムシュタット戦で再びハットトリックを記録。2ゴール目はセンターサークル内から放った、相手GKの頭上を超えるロングシュートであった。11月4日、ボルシア・ドルトムント戦で2試合連続となるハットトリックを達成し、4-0での大勝に貢献した。2024年4月27日、フランクフルト戦で2ゴールを決め、通算400ゴールを達成した。加入1年目はチームとしてのタイトルは獲得できなかったものの、個人としてはブンデスリーガ得点王（36ゴール）とシーズンベストイレブンに選出された。

#### 2024-25シーズン
2024年11月22日、ケインはFCアウクスブルク戦でハットトリックを達成し、ブンデスリーガ史上最速で50ゴールに到達した選手となった。彼は43試合で50ゴールを記録し、アーリング・ハーランドの50試合で50ゴールという記録を塗り替えた。 次に彼が達成したブンデスリーガの記録は、50試合で55ゴールを決めたことだった。これは、ホルシュタイン・キール戦で2ゴールを挙げ、4-3の勝利に貢献したことで達成された。
2025年5月5日の第32節において、2位レバークーゼンがフライブルクと引き分けたため、リーグ優勝が決定し、自身のキャリア初となるチームタイトルを獲得した。

## 代表経歴

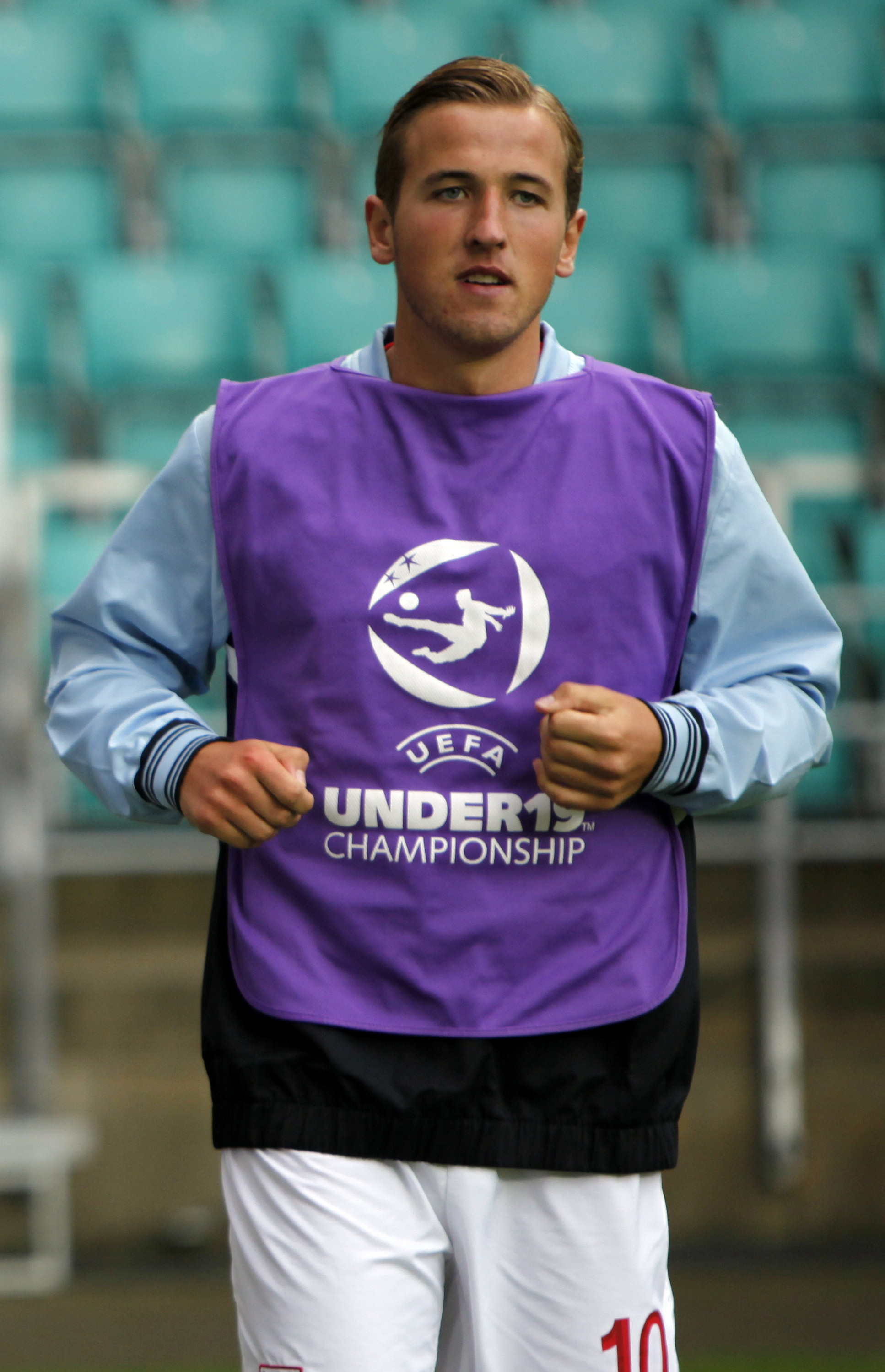
U-19イングランド代表でのケイン

各年代で代表に選出され、U-21イングランド代表では長く主力選手としてプレーしている。UEFA U-21欧州選手権の予選では8試合6得点と本大会出場権獲得に大きく貢献した。
2015年3月19日、イングランド代表のロイ・ホジソン監督から評価を得て、UEFA EURO 2016予選と国際親善試合に向けてのイングランド代表メンバーに初招集された。3月27日のUEFA EURO 2016予選リトアニア戦で71分にウェイン・ルーニーとの交代でデビューを果たすと、ラヒーム・スターリングのクロスにヘディングで合わせて代表デビューからわずか79秒で初得点を記録した。この得点はイングランド代表デビュー歴代最速ゴール記録となり、ケインは鮮烈な代表デビューを飾った。ユーロ本大会に出場したが、イングランド代表自体が不調でケインも無得点に終わるなど、活躍出来なかった。また予選リーグ第1戦で、コーナーキックのキッカーを長身FWケインが務めたことが批判され、2戦目以降はルーニーなどに変更された。

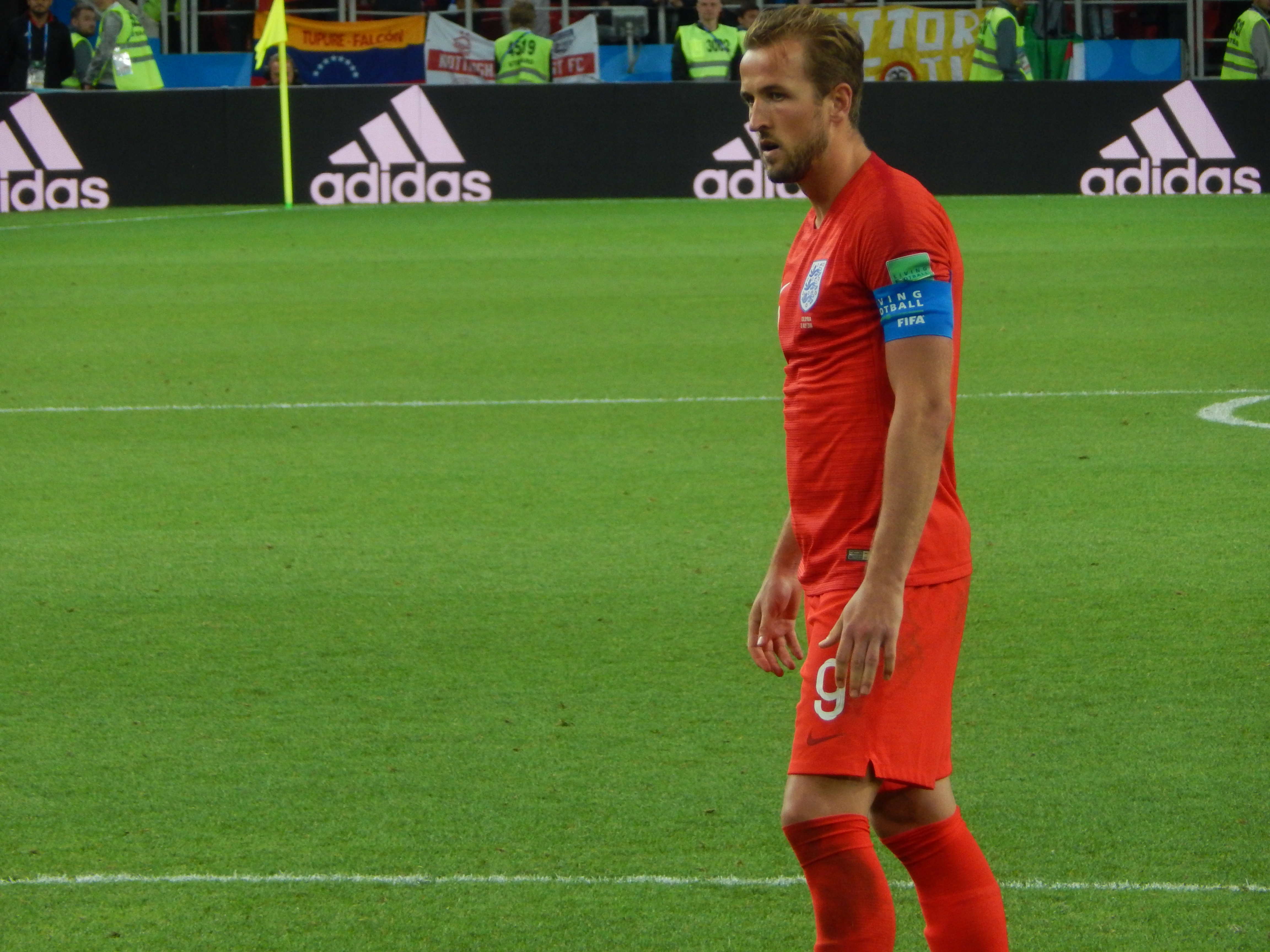
ロシアW杯・コロンビア戦でPKを蹴る直前のケイン

2017年6月10日に行われた、スコットランド代表との2018 FIFAワールドカップ・ヨーロッパ予選では初めてイングランド代表の主将を務め、1点ビハインドでイングランド代表の敗戦が濃厚となっていた後半48分、2-2とする貴重なボレーでの同点ゴールを決めた。続いて行われたマルタ代表とのワールドカップ予選でも2得点を決めた。同年10月5日のワールドカップ予選スロベニア戦では0-0で迎えた後半アディショナルタイムに決勝ゴールを挙げ、イングランドの6大会連続15回目のワールドカップ出場を決めた。
2018 FIFAワールドカップでのイングランド代表主将に任命された。グループステージ第1節のチュニジア戦で2得点を記録、続く第2節のパナマ戦で、ワールドカップではイングランド人史上3人目の快挙となるハットトリックを達成した。決勝トーナメント一回戦コロンビア戦では、カルロス・サンチェス・モレノに倒されて得たPKで先制点を決めるなどの働きでチームの勝利へ貢献。最終的には自身初、イングランド代表チームとしても1986年のゲーリー・リネカー以来となる32年ぶりの得点王に輝き、28年ぶり(1990年大会以来)となるイングランド代表のベスト4進出に大きく貢献した。
2019年9月8日、UEFA EURO 2020予選のブルガリア戦、11月14日のモンテネグロ戦ではハットトリックを決めて、イングランドを本大会出場へと導いた。なおこの予選では8試合連続ゴールなどで12得点を挙げた。2021年の本大会ではグループステージの3試合ではゴールが奪えず批判を受けた、決勝トーナメント1回戦のドイツ戦で勝利を決定的なものとするダメ押しゴールを奪うと。準々決勝のウクライナ戦では2ゴールを挙げてユーロでは約26年振りとなる準決勝進出に貢献、準決勝デンマーク戦では延長戦に入り得たPKのキッカーを務め、このキックを一度はシュマイケルに防がれたが、こぼれ球を押し込んで決勝ゴールを奪い、イングランド初のユーロ決勝進出に貢献した。

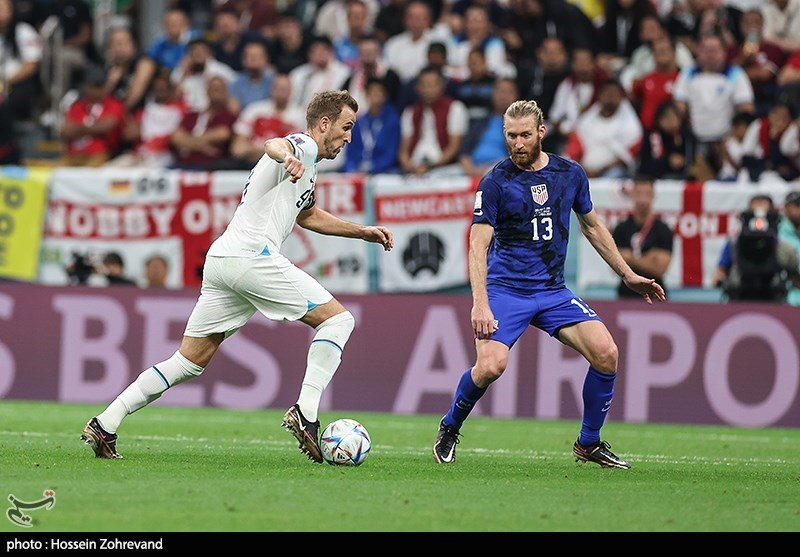
カタールW杯・アメリカ戦でのケイン（左）

2022年、ワールドカップカタール大会の欧州予選では最多タイの12ゴールを挙げて本大会出場に貢献、本大会では、1次リーグ初戦のイラン戦ではゴールこそ奪えなかったが、2つのアシストを決めての勝利、第3選のウェールズ戦でも1アシストを決めて決勝トーナメントに進出、その決勝トーナメント1回戦のセネガル戦で大会初ゴールを挙げた。準々決勝のフランス戦でPKを決めて代表での通算得点を53としてルーニーに並んだが、その後得たもう1本のPKを失敗してチームはフランスに敗れた。大会中はトップタイとなる3つのアシストを決めた。
2023年3月、UEFA EURO 2024予選のイタリア戦でPKから代表通算54ゴール目を挙げ、ルーニーと並んで保持していた代表最多得点数53ゴールを更新、単独代表最多得点者となった。
2024年、UEFA EURO 2024、グループリーグではデンマーク戦では1得点、ラウンド16のスロバキアとの対戦で延長戦に入って決決点を決めてベスト8入りに貢献した。準決勝のオランダ戦では、自らが得たペナルティーキックを決めて1-1の同点とし、その後チームは逆転勝利して決勝に進出した。

## 評価
- 元イングランド代表のポール・スコールズは、2015年のインタビューで「ケインは、リーグ下位のチームとのホームゲームだけでゴールを決めているわけではなく、ホワイト・ハート・レーンを離れ、敵地で最強のチームと戦ってもゴールを決めることができる。常に注目されるなかで、プレッシャーに対処しながらやっている。ケインは実にあっけらかんとしているようだ。彼はルート・ファン・ニステルローイを彷彿とさせる。ルートという男は、ゴールキーパーにセーブの匂いを決して与えたがらないストライカーだった。ケインも同じだよ。」と話している[109]。
- イングランド代表監督(2015年時点)のロイ・ホジソンは、「彼はセンターフォワードに求められる全ての能力を持ち合わせている」と語った[85]。
- ケインがイングランドA代表に初招集される以前、アーセナルの監督であるアーセン・ベンゲルは、「彼ほどのゴールを決めている選手であれば、A代表に入れなければ、誰かが彼にパスポートをあげてしまうだろう」と語った。また、元イングランド代表のダニー・マーフィーは、ケインを招集するだけでなく、イングランド代表の中心に据えるべきだとし、「選ぶだけじゃない。彼を中心にチームをつくるべきだ。彼はまだ若いが、すごくパワフルだ。彼には弱点が見当たらないよ」と主張した[110]。またヴェンゲルはケインが2017年に欧州で年間最多得点を記録した際にも、「私が無敵と考えるメッシとロナウドを上回った。とてもファンタスティックなことをやってみせた」とケインをたたえた。また、競争のレベルがより高いプレミアリーグという舞台でメッシやロナウドを上回ったことを評価した。クリスティアーノ・ロナウドとメッシ以外が欧州年間最多得点を記録するのは2009年以来の事であった[111]。
- イングランド代表のエースとして活躍したアラン・シアラーは、ケインが国際舞台でも力を発揮できると確信し、「ウェイン・ルーニーの良いパートナーになれるだろう。どんな形でもゴールを決められる選手だ。私は彼の大ファンだよ」と語った[112]。
- 元イングランド代表のリオ・ファーディナンドは、自身の公式ツイッターを通じて発表したプレミアリーグ2014-15シーズンの年間ベストイレブンの一員に、ケインの名を挙げた[113]。
- 2015年当時トッテナムの監督を務めていたマウリシオ・ポチェッティーノは、「セルヒオ・アグエロと同じレベルのストライカー」として賛辞を送った[114]。その後はケインをバティストゥータと同レベルにあると評価した[115]。またロイ・キーンは、彼がこれまで通りに順調に成長すれば、数年後にはクリスティアーノ・ロナウドのレベルに到達するだろうと称賛した[116]。

## プレースタイル
- 高いシュート性能を持つ万能型のストライカーでセンターフォワードやセカンドストライカーを定位置としている[2]。また、若手の頃は左ウイングやトップ下などでもプレーしていた[117][118]。
- ドリブルやポストプレー、ヘディングなど、ストライカーに求められる要素を高い次元で備えている[117]。

## 人物・エピソード
- 趣味のゴルフの腕前はプロにも引けを取らない域であり、技量を表す指標のハンディキャップは0。将来的なプロゴルファーへの転身も考えているほどである[119]。
- 幼少期はトッテナムの最大のライバルであるアーセナルの下部組織に所属していたが[120]、当時からすでにトッテナムのファンであった[121]。
- 上記した通り、幼少期からトッテナム・ホットスパーFCのファンであり、トッテナム一筋でのプレーを望んでいた。ケインがブレイクを果たした2014-15シーズン、レアル・マドリードが獲得を考慮してスカウトを派遣した事がニュースになった際、「10年後にまだここにいられたとすれば本当に幸せなことだ。今は活躍した選手が別のクラブにいったり他国へ移籍したりすることが多い。状況次第だけど、今は長い間トッテナム・ホットスパーFCの選手で居続けたいと思っているよ。レドリー・キングやライアン・ギグス、スティーヴン・ジェラードのような選手を見てみるといい。彼らのようにトップレベルで1つのクラブに残り続けるのは、それだけ素晴らしい選手だという証拠だ。そうなる頃までには、いくつかのトロフィーを獲得していたいね。選手としての評価はそれで決まるものだ。それから、イングランド代表でプレーを続けることもね」と語り、冬の移籍マーケットが閉まる日に年俸アップと同時に2020年までトッテナムとの契約を延長した。
- FIFAの公式データを管理するスイスのスポーツ研究国際センター(CIES)「Football Observatory」が発表した、2018年6月時点での欧州5大リーグに所属する選手の市場価値ランキングで、1位(2億120万ユーロ)に選出された[122]。
- 妻のケイティ・グッドランドとは幼馴染。2019年6月、バハマへの旅行中にプロポーズを成功させ結婚した。結婚前の時点で女児2人をもうけており、2020年12月には第三子となる長男が誕生した。また、結婚後は選手としての規定に則り試合中は結婚指輪の上からテーピングを施し、ゴールを決めた際に指輪にキスをするパフォーマンスをするようになった。
- 前所属クラブながらレスター・シティに対して相性が良い。2019-20シーズン終了時点でレスター戦の成績は14試合16得点となっており、ハットトリックも2回達成している。
- 2020年12月6日、ホームで行われた自身14回目のノース・ロンドン・ダービーで通算11ゴール目を決め、ダービーでの得点ランキングで単独トップに躍り出た[123]。

## 個人成績
2024年5月19日現在
| クラブ              | シーズン       | リーグ             | リーグ戦 | リーグ戦 | カップ戦 | カップ戦 | リーグ杯 | リーグ杯 | 国際大会 | 国際大会 | その他 | その他 | 合計 | 合計 |
| クラブ              | シーズン       | リーグ             | 出場     | 得点     | 出場     | 得点     | 出場     | 得点     | 出場     | 得点     | 出場   | 得点   | 出場 | 得点 |
| ------------------- | -------------- | ------------------ | -------- | -------- | -------- | -------- | -------- | -------- | -------- | -------- | ------ | ------ | ---- | ---- |
| トッテナム          | 2010-11        | プレミアリーグ     | 0        | 0        | -        | -        | 0        | 0        | 0        | 0        | 0      | 0      | 0    | 0    |
| トッテナム          | 通算           | 通算               | 0        | 0        | -        | -        | 0        | 0        | 0        | 0        | 0      | 0      | 0    | 0    |
| レイトン (loan)     | 2010-11        | リーグ1            | 18       | 5        | 0        | 0        | -        | -        | -        | -        | 0      | 0      | 18   | 5    |
| レイトン (loan)     | 通算           | 通算               | 18       | 5        | 0        | 0        | -        | -        | -        | -        | 0      | 0      | 18   | 5    |
| トッテナム          | 2011-12        | プレミアリーグ     | 0        | 0        | -        | -        | 0        | 0        | 6        | 1        | 0      | 0      | 6    | 1    |
| トッテナム          | 通算           | 通算               | 0        | 0        | -        | -        | 0        | 0        | 6        | 1        | 0      | 0      | 6    | 1    |
| ミルウォール (loan) | 2011-12        | チャンピオンシップ | 22       | 7        | 5        | 2        | -        | -        | -        | -        | 0      | 0      | 27   | 9    |
| ミルウォール (loan) | 通算           | 通算               | 22       | 7        | 5        | 2        | -        | -        | -        | -        | 0      | 0      | 27   | 9    |
| トッテナム          | 2012-13        | プレミアリーグ     | 1        | 0        | -        | -        | -        | -        | 0        | 0        | 0      | 0      | 1    | 0    |
| トッテナム          | 通算           | 通算               | 1        | 0        | -        | -        | -        | -        | 0        | 0        | 0      | 0      | 1    | 0    |
| ノリッジ (loan)     | 2012-13        | プレミアリーグ     | 3        | 0        | 1        | 0        | 1        | 0        | -        | -        | 0      | 0      | 5    | 0    |
| ノリッジ (loan)     | 通算           | 通算               | 3        | 0        | 1        | 0        | 1        | 0        | -        | -        | 0      | 0      | 5    | 0    |
| レスター (loan)     | 2012-13        | チャンピオンシップ | 13       | 2        | -        | -        | -        | -        | -        | -        | 2      | 0      | 15   | 2    |
| レスター (loan)     | 通算           | 通算               | 13       | 2        | -        | -        | -        | -        | -        | -        | 2      | 0      | 15   | 2    |
| トッテナム          | 2013-14        | プレミアリーグ     | 10       | 3        | 0        | 0        | 2        | 1        | 7        | 0        | 0      | 0      | 19   | 4    |
| トッテナム          | 2014-15        | プレミアリーグ     | 34       | 21       | 2        | 0        | 6        | 3        | 9        | 7        | 0      | 0      | 51   | 31   |
| トッテナム          | 2015-16        | プレミアリーグ     | 38       | 25       | 4        | 1        | 1        | 0        | 7        | 2        | 0      | 0      | 50   | 28   |
| トッテナム          | 2016-17        | プレミアリーグ     | 30       | 29       | 3        | 4        | 0        | 0        | 5        | 2        | 0      | 0      | 38   | 35   |
| トッテナム          | 2017-18        | プレミアリーグ     | 37       | 30       | 4        | 4        | 0        | 0        | 7        | 7        | 0      | 0      | 48   | 41   |
| トッテナム          | 2018-19        | プレミアリーグ     | 28       | 17       | 1        | 1        | 2        | 1        | 9        | 5        | 0      | 0      | 40   | 24   |
| トッテナム          | 2019-20        | プレミアリーグ     | 29       | 18       | 0        | 0        | 0        | 0        | 5        | 6        | 0      | 0      | 34   | 24   |
| トッテナム          | 2020-21        | プレミアリーグ     | 35       | 23       | 2        | 1        | 4        | 1        | 8        | 8        | 0      | 0      | 49   | 33   |
| トッテナム          | 2021-22        | プレミアリーグ     | 37       | 17       | 3        | 3        | 5        | 1        | 5        | 6        | 0      | 0      | 50   | 27   |
| トッテナム          | 2022-23        | プレミアリーグ     | 38       | 30       | 2        | 1        | 1        | 0        | 8        | 1        | -      | -      | 49   | 32   |
| トッテナム          | 通算           | 通算               | 316      | 213      | 21       | 15       | 21       | 7        | 70       | 44       | 0      | 0      | 428  | 279  |
| バイエルン          | 2023-24        | ブンデスリーガ     | 32       | 36       | 0        | 0        | -        | -        | 12       | 8        | 1      | 0      | 45   | 44   |
| バイエルン          | 通算           | 通算               | 32       | 36       | 0        | 0        | -        | -        | 12       | 8        | 1      | 0      | 45   | 44   |
| キャリア総通算      | キャリア総通算 | キャリア総通算     | 405      | 263      | 27       | 17       | 22       | 7        | 88       | 53       | 3      | 0      | 545  | 340  |

1. ↑  EFLチャンピオンシッププレーオフ
2. ↑  DFLスーパーカップ

## 代表歴

### 出場大会
- U-19イングランド代表
  - 2012年 - UEFA U-19欧州選手権（ベスト4）
- U-21イングランド代表
  - 2015年 - UEFA U-21欧州選手権（グループリーグ敗退）
- イングランド代表
  - 2016年 - UEFA EURO 2016 (ベスト16)
  - 2018年 - 2018 FIFAワールドカップ（4位）
  - 2018年 - UEFAネーションズリーグ2018-19
  - 2020年 - UEFAネーションズリーグ2020-21
  - 2021年 - UEFA EURO 2020（準優勝）
  - 2022年 - 2022 FIFAワールドカップ（ベスト8）
  - 2024年 - UEFA EURO 2024 (準優勝)

### 試合数
2024年5月19日現在
- 国際Aマッチ 89試合 62得点（2015年 - ）[125][126]

| イングランド代表 | 国際Aマッチ | 国際Aマッチ |
| 年               | 出場        | 得点        |
| ---------------- | ----------- | ----------- |
| 2015             | 8           | 3           |
| 2016             | 9           | 2           |
| 2017             | 6           | 7           |
| 2018             | 12          | 8           |
| 2019             | 10          | 12          |
| 2020             | 6           | 0           |
| 2021             | 16          | 16          |
| 2022             | 13          | 5           |
| 2023             | 9           | 9           |
| 2024             | 14          | 7           |
| 2025             | 3           | 3           |
| 通算             | 106         | 72          |

### 代表での得点
| #  | 開催日         | 開催地                                                      | 対戦国                 | スコア | 結果 | 大会                                             |
| -- | -------------- | ----------------------------------------------------------- | ---------------------- | ------ | ---- | ------------------------------------------------ |
| 1  | 2015年3月27日  | ロンドン、ウェンブリースタジアム                            | リトアニア             | 4–0    | 4–0  | UEFA EURO 2016予選                               |
| 2  | 2015年9月5日   | セラヴァッレ、サンマリノ・スタジアム                        | サンマリノ             | 0–5    | 0–6  | UEFA EURO 2016予選                               |
| 3  | 2015年9月8日   | ロンドン、ウェンブリースタジアム                            | スイス                 | 1–0    | 2–0  | UEFA EURO 2016予選                               |
| 4  | 2016年3月26日  | ベルリン、ベルリン・オリンピアシュタディオン                | ドイツ                 | 2–1    | 2–3  | 国際親善試合                                     |
| 5  | 2016年5月22日  | マンチェスター、シティ・オブ・マンチェスター・スタジアム    | トルコ                 | 2–1    | 2–1  | 国際親善試合                                     |
| 6  | 2017年6月10日  | グラスゴー、セルティック・パーク                            | スコットランド         | 2–2    | 2–2  | 2018 FIFAワールドカップ・ヨーロッパ予選          |
| 7  | 2017年6月13日  | サン＝ドニ、スタッド・ド・フランス                          | フランス               | 0–1    | 3–2  | 国際親善試合                                     |
| 8  | 2017年6月13日  | サン＝ドニ、スタッド・ド・フランス                          | フランス               | 2–2    | 3–2  | 国際親善試合                                     |
| 9  | 2017年9月1日   | タカリ、タカリ国立競技場                                    | マルタ                 | 0–1    | 0–4  | 2018 FIFAワールドカップ・ヨーロッパ予選          |
| 10 | 2017年9月1日   | タカリ、タカリ国立競技場                                    | マルタ                 | 0–4    | 0–4  | 2018 FIFAワールドカップ・ヨーロッパ予選          |
| 11 | 2017年10月5日  | ロンドン、ウェンブリースタジアム                            | スロベニア             | 1–0    | 1–0  | 2018 FIFAワールドカップ・ヨーロッパ予選          |
| 12 | 2017年10月8日  | ヴィリニュス、LFFスタディオナス                             | リトアニア             | 0–1    | 0–1  | 2018 FIFAワールドカップ・ヨーロッパ予選          |
| 13 | 2018年6月2日   | ロンドン、ウェンブリースタジアム                            | ナイジェリア           | 2–0    | 2–1  | 国際親善試合                                     |
| 14 | 2018年6月18日  | ヴォルゴグラード、ヴォルゴグラード・アリーナ                | チュニジア             | 0–1    | 1–2  | 2018 FIFAワールドカップ                          |
| 15 | 2018年6月18日  | ヴォルゴグラード、ヴォルゴグラード・アリーナ                | チュニジア             | 1–2    | 1–2  | 2018 FIFAワールドカップ                          |
| 16 | 2018年6月24日  | ニジニ・ノヴゴロド、ニジニ・ノヴゴロド・スタジアム          | パナマ                 | 0–2    | 1–6  | 2018 FIFAワールドカップ                          |
| 17 | 2018年6月24日  | ニジニ・ノヴゴロド、ニジニ・ノヴゴロド・スタジアム          | パナマ                 | 0–5    | 1–6  | 2018 FIFAワールドカップ                          |
| 18 | 2018年6月24日  | ニジニ・ノヴゴロド、ニジニ・ノヴゴロド・スタジアム          | パナマ                 | 1–6    | 1–6  | 2018 FIFAワールドカップ                          |
| 19 | 2018年7月4日   | モスクワ、スパルタク・スタジアム (モスクワ)                 | コロンビア             | 1–1    | 1–1  | 2018 FIFAワールドカップ                          |
| 20 | 2018年11月18日 | ロンドン、ウェンブリースタジアム                            | クロアチア             | 2–1    | 2–1  | UEFAネーションズリーグ2018-19                    |
| 21 | 2019年3月22日  | ロンドン、ウェンブリースタジアム                            | チェコ                 | 2–0    | 5–0  | UEFA EURO 2020予選                               |
| 22 | 2019年3月26日  | スタディオン・ポド・ゴリツォム                              | モンテネグロ           | 4–1    | 5–1  | UEFA EURO 2020予選                               |
| 23 | 2019年9月7日   | ロンドン、ウェンブリースタジアム                            | ブルガリア             | 1–0    | 4–0  | UEFA EURO 2020予選                               |
| 24 | 2019年9月7日   | ロンドン、ウェンブリースタジアム                            | ブルガリア             | 2–0    | 4–0  | UEFA EURO 2020予選                               |
| 25 | 2019年9月7日   | ロンドン、ウェンブリースタジアム                            | ブルガリア             | 4–0    | 4–0  | UEFA EURO 2020予選                               |
| 26 | 2019年9月10日  | サウサンプトン、セント・メリーズ・スタジアム                | コソボ                 | 2-1    | 5-3  | UEFA EURO 2020予選                               |
| 27 | 2019年10月11日 | プラハ、シノー・ティップ・アレナ                            | チェコ                 | 0-1    | 2-1  | UEFA EURO 2020予選                               |
| 28 | 2019年10月15日 | ソフィア、ヴァシル・レフスキ国立競技場                      | ブルガリア             | 0-6    | 0-6  | UEFA EURO 2020予選                               |
| 29 | 2019年11月15日 | ロンドン、ウェンブリースタジアム                            | モンテネグロ           | 2–0    | 7–0  | UEFA EURO 2020予選                               |
| 30 | 2019年11月15日 | ロンドン、ウェンブリースタジアム                            | モンテネグロ           | 3–0    | 7–0  | UEFA EURO 2020予選                               |
| 31 | 2019年11月15日 | ロンドン、ウェンブリースタジアム                            | モンテネグロ           | 5–0    | 7–0  | UEFA EURO 2020予選                               |
| 32 | 2019年11月17日 | プリシュティナ、ファディル・ヴォクリ・スタジアム            | コソボ                 | 0-2    | 0-4  | UEFA EURO 2020予選                               |
| 33 | 2021年3月28日  | ティラナ、アレーナ・コムバターレ                            | アルバニア             | 0-1    | 0-2  | 2022 FIFAワールドカップ・ヨーロッパ予選          |
| 34 | 2021年3月31日  | ロンドン、ウェンブリースタジアム                            | ポーランド             | 1-0    | 2-0  | 2022 FIFAワールドカップ・ヨーロッパ予選          |
| 35 | 2021年6月30日  | ロンドン、ウェンブリースタジアム                            | ドイツ                 | 2-0    | 2-0  | UEFA EURO 2020                                   |
| 36 | 2021年7月3日   | ローマ、スタディオ・オリンピコ・ディ・ローマ                | ウクライナ             | 1-0    | 4-0  | UEFA EURO 2020                                   |
| 37 | 2021年7月3日   | ローマ、スタディオ・オリンピコ・ディ・ローマ                | ウクライナ             | 3-0    | 4-0  | UEFA EURO 2020                                   |
| 38 | 2021年6月30日  | ロンドン、ウェンブリースタジアム                            | ドイツ                 | 2-0    | 2-0  | UEFA EURO 2020                                   |
| 39 | 2021年7月8日   | ロンドン、ウェンブリー・スタジアム                          | デンマーク             | 2–1    | 2–1  | UEFA EURO 2020                                   |
| 40 | 2021年9月3日   | ブダペスト、プシュカーシュ・アレーナ                        | ハンガリー             | 0-2    | 0–4  | 2022 FIFAワールドカップ・ヨーロッパ予選          |
| 41 | 2021年9月9日   | ワルシャワ、ワルシャワ国立競技場                            | ポーランド             | 0-1    | 1–1  | 2022 FIFAワールドカップ・ヨーロッパ予選          |
| 42 | 2021年11月13日 | ロンドン、ウェンブリースタジアム                            | アルバニア             | 2–0    | 5–0  | 2022 FIFAワールドカップ・ヨーロッパ予選          |
| 43 | 2021年11月13日 | ロンドン、ウェンブリースタジアム                            | アルバニア             | 3–0    | 5–0  | 2022 FIFAワールドカップ・ヨーロッパ予選          |
| 44 | 2021年11月13日 | ロンドン、ウェンブリースタジアム                            | アルバニア             | 5–0    | 5–0  | 2022 FIFAワールドカップ・ヨーロッパ予選          |
| 45 | 2021年11月16日 | セラヴァッレ、サンマリノ・スタジアム                        | サンマリノ             | 3–0    | 10–0 | 2022 FIFAワールドカップ・ヨーロッパ予選          |
| 46 | 2021年11月16日 | セラヴァッレ、サンマリノ・スタジアム                        | サンマリノ             | 4–0    | 10–0 | 2022 FIFAワールドカップ・ヨーロッパ予選          |
| 47 | 2021年11月16日 | セラヴァッレ、サンマリノ・スタジアム                        | サンマリノ             | 5–0    | 10–0 | 2022 FIFAワールドカップ・ヨーロッパ予選          |
| 48 | 2021年11月16日 | セラヴァッレ、サンマリノ・スタジアム                        | サンマリノ             | 6–0    | 10–0 | 2022 FIFAワールドカップ・ヨーロッパ予選          |
| 49 | 2022年3月26日  | ロンドン、ウェンブリースタジアム                            | スイス                 | 2–1    | 2–1  | 国際親善試合                                     |
| 50 | 2022年6月7日   | ミュンヘン、アリアンツ・アレーナ                            | ドイツ                 | 1–1    | 1–1  | UEFAネーションズリーグ2018-19                    |
| 49 | 2022年9月26日  | ロンドン、ウェンブリースタジアム                            | ドイツ                 | 3–2    | 3–3  | UEFAネーションズリーグ2018-19                    |
| 52 | 2022年12月4日  | アル・ホール、アル・バイト・スタジアム                      | セネガル               | 2-0    | 3-0  | 2022 FIFAワールドカップ                          |
| 53 | 2022年12月10日 | アル・ホール、アル・バイト・スタジアム                      | フランス               | 1-1    | 1-2  | 2022 FIFAワールドカップ                          |
| 54 | 2023年3月23日  | ナポリ、スタディオ・ディエゴ・アルマンド・マラドーナ        | イタリア               | 2–0    | 2–1  | UEFA EURO 2024予選                               |
| 55 | 2022年3月26日  | ロンドン、ウェンブリースタジアム                            | ウクライナ             | 1–0    | 2–0  | UEFA EURO 2024予選                               |
| 56 | 2023年6月16日  | タカリ、タカリ国立競技場                                    | マルタ                 | 3–0    | 4–0  | UEFA EURO 2024予選                               |
| 57 | 2023年6月19日  | マンチェスター、オールド・トラッフォード                    | 北マケドニア           | 1–0    | 7–0  | UEFA EURO 2024予選                               |
| 58 | 2023年6月19日  | マンチェスター、オールド・トラッフォード                    | 北マケドニア           | 7–0    | 7–0  | UEFA EURO 2024予選                               |
| 59 | 2023年9月12日  | グラスゴー、ハムデン・パーク                                | スコットランド         | 3-1    | 3-1  | 国際親善試合                                     |
| 60 | 2023年10月17日 | ロンドン、ウェンブリースタジアム                            | イタリア               | 1-1    | 3-1  | UEFA EURO 2024予選                               |
| 61 | 2023年10月17日 | ロンドン、ウェンブリースタジアム                            | イタリア               | 3-1    | 3-1  | UEFA EURO 2024予選                               |
| 62 | 2023年11月23日 | ロンドン、ウェンブリースタジアム                            | マルタ                 | 2-0    | 2-0  | UEFA EURO 2024予選                               |
| 63 | 2024年6月3日   | セント・ジェームズ・パーク (ニューカッスル・アポン・タイン) | ボスニアヘルツェゴビナ | 3-0    | 3-0  | 親善試合                                         |
| 64 | 2024年6月20日  | ヴァルトシュタディオン                                      | デンマーク             | 1-0    | 1-1  | UEFA EURO 2024                                   |
| 65 | 2024年6月30日  | フェルティンス・アレーナ                                    | スロバキア             | 2-1    | 2-1  | UEFA EURO 2024                                   |
| 66 | 2024年7月10日  | ジグナル・イドゥナ・パルク                                  | オランダ               | 1-1    | 2-1  | UEFA EURO 2024                                   |
| 67 | 2024年9月10日  | ロンドン、ウェンブリースタジアム                            | フィンランド           | 1-0    | 2-0  | UEFAネーションズリーグ2024-25・リーグB           |
| 68 | 2024年9月10日  | ロンドン、ウェンブリースタジアム                            | フィンランド           | 2-0    | 2-0  | UEFAネーションズリーグ2024-25・リーグB           |
| 69 | 2024年11月17日 | ロンドン、ウェンブリースタジアム                            | アイルランド           |        |      | UEFAネーションズリーグ2024-25・リーグB           |
| 70 | 2025年3月21日  | ロンドン、ウェンブリースタジアム                            | アルバニア             |        |      | 2026 FIFAワールドカップ・ヨーロッパ予選グループK |
| 71 | 2025年3月25日  | ロンドン、ウェンブリースタジアム                            | ラトビア               |        |      | 2026 FIFAワールドカップ・ヨーロッパ予選グループK |
| 72 | 2025年6月7日   | RCDEスタジアム                                              | アンドラ               |        |      | 2026 FIFAワールドカップ・ヨーロッパ予選グループK |

## タイトル

### クラブ
FCバイエルン・ミュンヘン
- ブンデスリーガ：2024-2025

### 個人
- ミルウォール最優秀若手選手賞：2012
- プレミアリーグ月間最優秀選手：7回 (2015年1月、2015年2月、2016年3月、2017年2月、2017年9月、2017年12月, 2022年3月)
- PFA年間ベストイレブン：6回 (2014-15, 2015-16, 2016-17, 2017-18, 2020-21, 2022-23)
- プレミアリーグ得点王：3回 (2015-16, 2016-17, 2020-21)
- プレミアリーグ・プレイメイカー（アシスト王)：2020-21
- PFA年間最優秀若手選手賞：2014-15
- トッテナム年間最優秀選手賞 : 3回( 2014–15, 2020–21,[367] 2022–23)
- FIFAワールドカップ・ゴールデンブーツ：2018
- FIFAワールドカップ ドリームチーム：2018[127]
- ブンデスリーガ得点王 : 2023-24, 2024-2025
- ブンデスリーガ・シーズンベストイレブン : 2023-24
- ブンデスリーガ月間最優秀ゴール賞 : 5回 (2023年10月, 2023年11月, 2023年12月, 2024年2月, 2024年4月)
- UEFAチャンピオンズリーグ得点王 : 2023-24
- UEFAチャンピオンズリーグベストイレブン : 2023-24
- ヨーロッパ・ゴールデンシュー : 2023-24
- UEFA欧州選手権得点王 : 2024
- ゲルト・ミュラー・トロフィー：2024